# Bischofsherrschaft

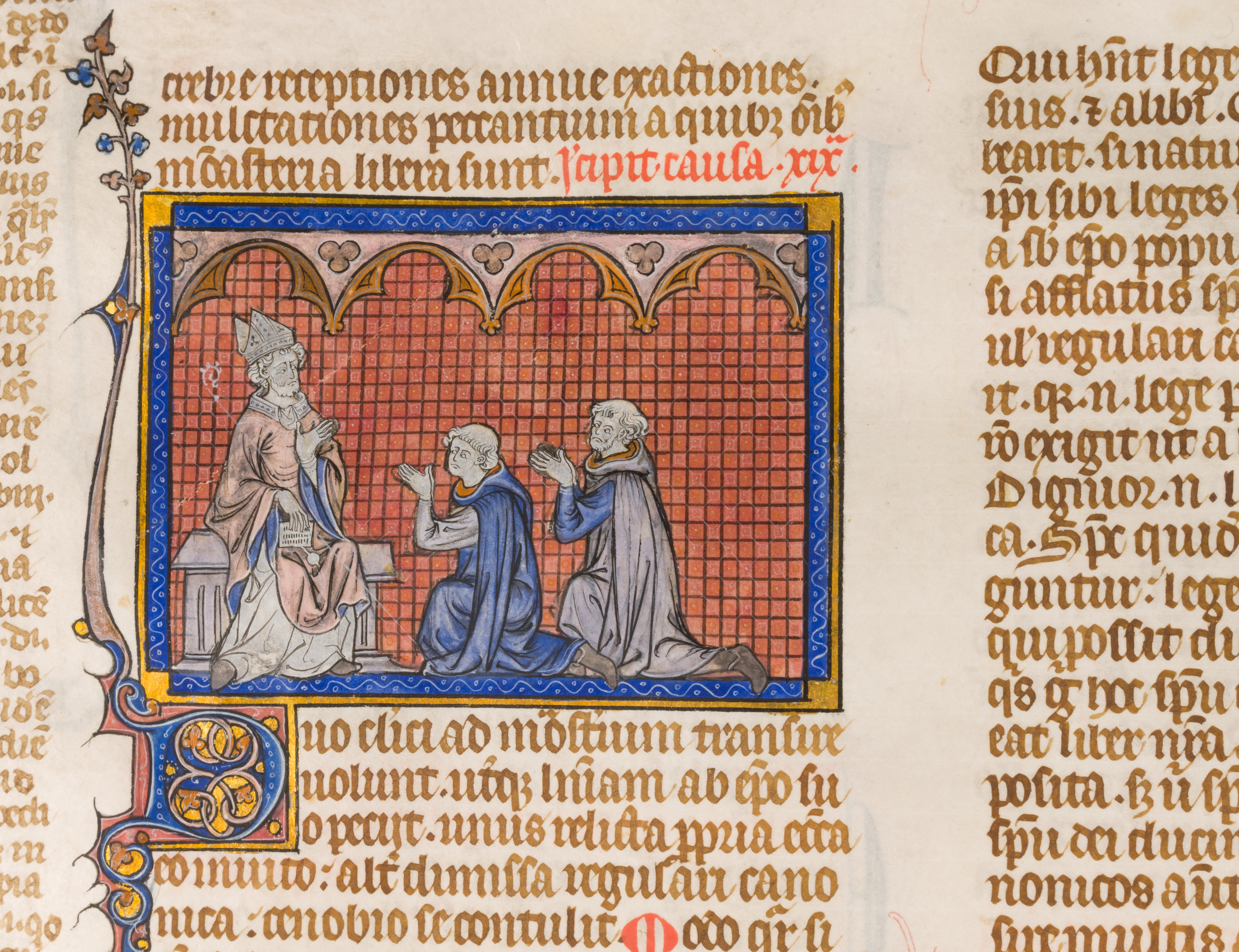
Buchmalerei von Meister Honoré aus einem Manuskript des Dekrets von Gratian, die einen Bischof auf einem Thron sitzend mit Mitra und Stab vor zwei knienden Klerikern zeigt, ca. 1290, Metropolitan Museum of Art.

Bischofsherrschaft oder „bischöfliche Stadtherrschaft“ bezeichnet eine überwiegend im spätantiken Gallien vorkommende Erscheinung eines auch weltlich bedeutsamen Bischofsamts sowie die Besonderheit einer seit dem ersten Drittel des 5. Jahrhunderts vermehrten Besetzung des Bischofsamts durch die einheimische gallorömische Aristokratie.
Dazu trugen u. a. die spezifischen Gegebenheiten der gallischen Städte mit ihren großen civitas-Territorien bei, deren selbstbewusste Elite sich teils als Gegenpol zur kaiserlichen Zentrale in Italien verstand und im Bischofsamt eine geeignete Möglichkeit zur politischen Betätigung sowie der Bewahrung ihrer gesellschaftlichen Leitungsposition entdeckte.
Die deutsche Geschichtsforschung prägte mit dem Begriff einen auch in englischen oder französischen Forschungspublikationen verwendeten „terminus technicus“.

## Geschichte

### Von der urchristlichen Presbyterverfassung zum Monepiskopat
Ab 80 n. Chr. setzte sich in vielen Gemeinden eine Presbyterverfassung mit einem über die Gemeinde gestellten, leitenden Gremium, welches nicht länger nur eine bloße Gemeindevertretung darstellte, wie für die Ältesten in der Jerusalemer Gemeinde unter Jakob angenommen. Presbyter (von altgriechisch πρεσβύτερος presbýteros „Ältester“, die Wurzel des Wortes „Priester“) waren urchristliche Amtsträger, die den Bischof unterstützten und mit ihm das Presbyterium bildeten. Zwischen Episkopat (von altgriechisch ἐπίσκοπος epískopos „Aufseher“) und Presbyteriat wurde oft nicht klar unterschieden und der Bischof wurde vielerorts aus der Gruppe der Presbyter ernannt. Der (Mon-)Episkopat, also das Bischofsamt und die Leitung christlicher Gemeinden durch einen einzelnen Bischof, setzte sich ab dem 3. Jahrhundert durch.

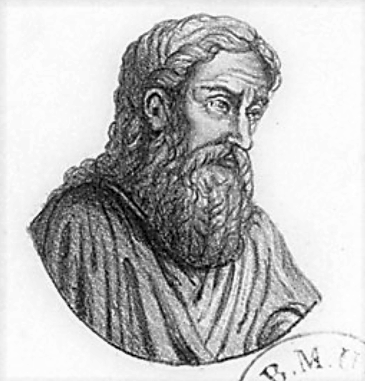
Porträt des Sidonius Apollinaris, Druck aus der Sammlung "L'Auvergne en portraits" der Bibliothèque du patrimoine de Clermont Auvergne Métropole.

### Bischofsherrschaft im spätantiken Gallien
Ab dem 5. Jahrhundert nahm der auf Lebenszeit gewählte Bischof dabei eine so hervorgehobene Rolle in der Gesellschaft  ein, dass sich insbesondere für Gallien der Begriff der „Bischofsherrschaft“ etabliert hat. Die gallische Reichsaristokratie modifizierte nun den bis dahin vom Imperium geprägten Denkrahmen, der Herrschaft in der Gallia legitimierte. Gegen den Widerstand derer, die das Amt des Bischofs nach lange geltenden Vorstellungen nicht derart weltlich definierten, integrierte die zuvor auf Reichsebene agierende gallische Aristokratie die Bischofswürde als krönenden Abschluss in die weltliche Ämterlaufbahn (cursus honorum) und änderte damit den Rahmen für politische Legitimation, ihre Selbstdeutung sowie die politische Ordnung von den Kaisern der Antike im Römischen Reich hin zu den mittelalterlichen Merowingern in Paris.

### Herrschaft und Macht gallorömischer Bischöfe

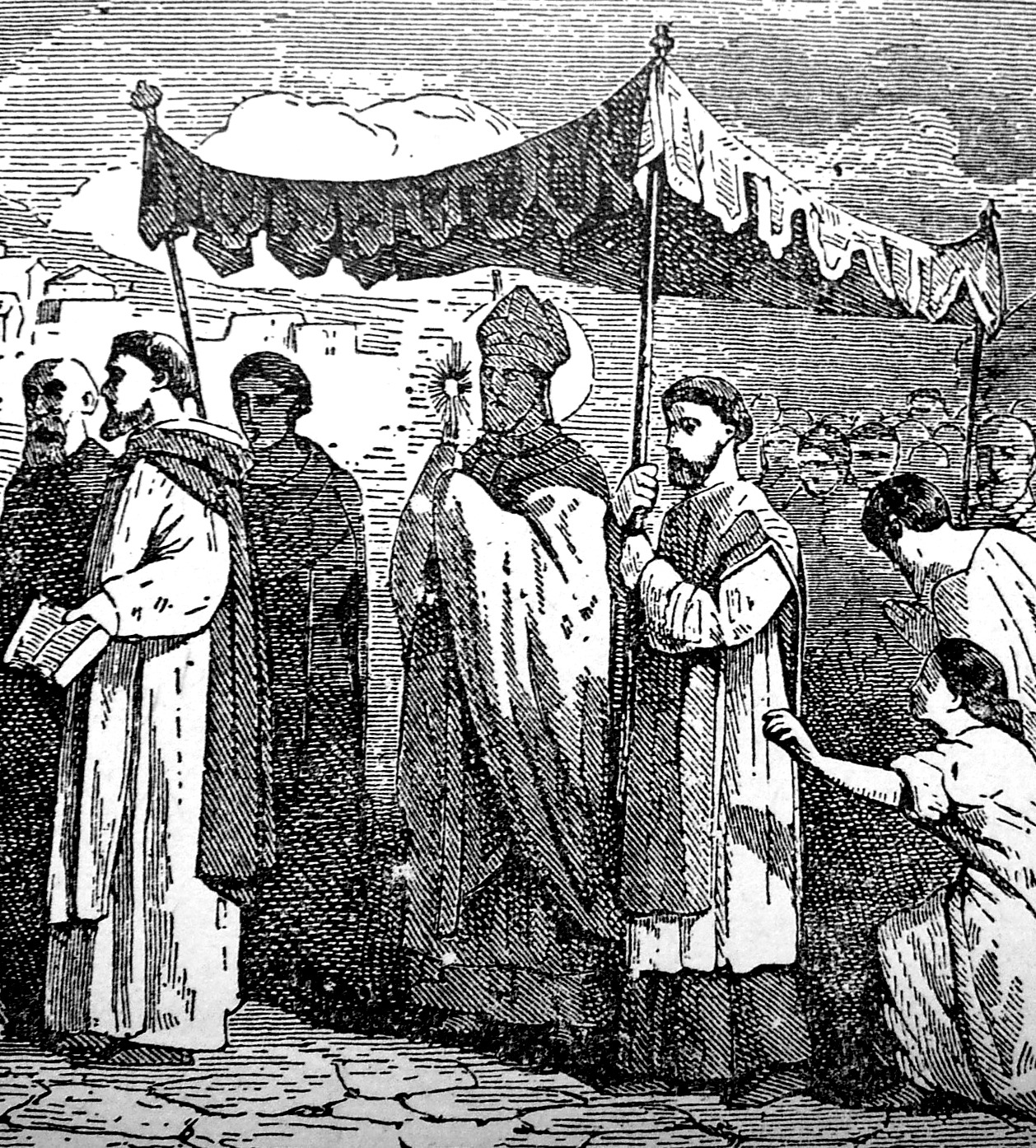
Mamertus bei der Bittprozession mit dem Allerheiligsten

Einige Bischöfe übten dabei durchaus weltliche Macht aus und bauten etwa Mauern und Wasserleitungen (so Sidonius Apollinaris, wie überliefert durch Sulpicius Severus), verhandelten in Zeiten des Krieges und des Friedens für ihre Stadt und verfügten teils sogar über „nicht nur der Verteidigung dienende Truppen“.

### Liturgie als Herrschaftsinstrument
Auch die Liturgie verändert sich im 5. Jahrhundert stark, Geweihte müssen ihren weltlichen Beruf aufgeben, werden uniformiert (Tonsur, Kleid) und tragen straff organisiert die Herrschaft des Bischofs. Der Bischof Mamertus nutzt in Vienne um 470 sogar seinen Gestaltungsfreiraum hinsichtlich der Liturgie dazu, die Legitimität seiner politischen Herrschaft zu festigen, indem er eine Bittprozession anlässlich schwerer Unwetter erfindet, welche von den Stadtmauern Viennes zur nächstgelegenen Basilika führt und welcher viele Menschen reuevoll folgen, die allerdings große Empörung unter den aristokratischen Standesgenossen des Mamertus auslösen.